# Venosc
Venosc és un antic municipi francès situat al departament de la Isèra i a la regió d'Alvèrnia-Roine-Alps. L'any 2007 tenia 849 habitants.
Des del primer de gener de 2017, és un dels dos municipis delegats que conformen el nou municipi de Les Deux Alpes, junt amb Lo Mont de Lans. Anteriorment, ambdós municipis compartien l'estació d'esquí dels Deux Alpes, una de les més importants de l'Oesen.

## Demografia

### Població
El 2007 la població de fet de Venosc era de 849 persones. Hi havia 397 famílies de les quals 154 eren unipersonals (75 homes vivint sols i 79 dones vivint soles), 105 parelles sense fills, 100 parelles amb fills i 38 famílies monoparentals amb fills.
La població ha evolucionat segons el següent gràfic:
Habitants censats

### Habitatges
El 2007 hi havia 2.740 habitatges, 399 eren l'habitatge principal de la família, 2.309 eren segones residències i 31 estaven desocupats. 347 eren cases i 2.374 eren apartaments. Dels 399 habitatges principals, 208 estaven ocupats pels seus propietaris, 158 estaven llogats i ocupats pels llogaters i 33 estaven cedits a títol gratuït; 44 tenien una cambra, 82 en tenien dues, 124 en tenien tres, 74 en tenien quatre i 75 en tenien cinc o més. 203 habitatges disposaven pel capbaix d'una plaça de pàrquing. A 236 habitatges hi havia un automòbil i a 115 n'hi havia dos o més.

### Piràmide de població
La piràmide de població per edats i sexe el 2009 era:
| Homes | Edats   | Dones |
| ----- | ------- | ----- |
| 0     | 95 o +  | 0     |
| 0     | 90 a 94 | 0     |
| 8     | 85 a 89 | 4     |
| 0     | 80 a 84 | 4     |
| 16    | 75 a 79 | 8     |
| 12    | 70 a 74 | 4     |
| 16    | 65 a 69 | 16    |
| 20    | 60 a 64 | 16    |
| 8     | 55 a 59 | 12    |
| 24    | 50 a 54 | 20    |
| 28    | 45 a 49 | 8     |
| 36    | 40 a 44 | 48    |
| 64    | 35 a 39 | 40    |
| 80    | 30 a 34 | 64    |
| 64    | 25 a 29 | 44    |
| 40    | 20 a 24 | 20    |
| 20    | 15 a 19 | 12    |
| 20    | 10 a 14 | 12    |
| 44    | 5 a 9   | 24    |
| 36    | 0 a 4   | 40    |

## Economia
El 2007 la població en edat de treballar era de 612 persones, 511 eren actives i 101 eren inactives. De les 511 persones actives 497 estaven ocupades (268 homes i 229 dones) i 14 estaven aturades (4 homes i 10 dones). De les 101 persones inactives 30 estaven jubilades, 43 estaven estudiant i 28 estaven classificades com a «altres inactius».

### Ingressos
El 2009 a Venosc hi havia 382 unitats fiscals que integraven 808,5 persones, la mediana anual d'ingressos fiscals per persona era de 18.156 €.

### Activitats econòmiques
Dels 226 establiments que hi havia el 2007, 4 eren d'empreses alimentàries, 1 d'una empresa de fabricació de material elèctric, 2 d'empreses de fabricació d'altres productes industrials, 11 d'empreses de construcció, 31 d'empreses de comerç i reparació d'automòbils, 4 d'empreses de transport, 88 d'empreses d'hostatgeria i restauració, 1 d'una empresa d'informació i comunicació, 4 d'empreses financeres, 28 d'empreses immobiliàries, 13 d'empreses de serveis, 28 d'entitats de l'administració pública i 11 d'empreses classificades com a «altres activitats de serveis».
Dels 42 establiments de servei als particulars que hi havia el 2009, 1 era una oficina de correu, 1 paleta, 3 fusteries, 3 lampisteries, 31 restaurants, 1 agència immobiliària i 2 tintoreries.
Dels 25 establiments comercials que hi havia el 2009, 2 eren botiges de menys de 120 m², 5 fleques, 1 una carnisseria, 3 botigues de roba, 1 una botiga d'equipament de la llar, 1 una botiga d'electrodomèstics i 12 botigues de material esportiu.
L'any 2000 a Venosc hi havia 6 explotacions agrícoles.

## Equipaments sanitaris i escolars
El 2009 hi havia 1 farmàcia i 1 ambulància.
El 2009 hi havia 1 escola maternal, 1 escola elemental i 1 escola elemental integrada dins d'un grup escolar amb les comunes properes formant una escola dispersa.

## Poblacions més properes
El següent diagrama mostra les poblacions més properes.